# (33232) 1998 GE3
1998 GE3 (asteroide 33232) é um asteroide da cintura principal. Possui uma excentricidade de 0.13717890 e uma inclinação de 14.48341º.
Este asteroide foi descoberto no dia 2 de abril de 1998 por LINEAR em Socorro.